# Jackson Browne (musikalbum)
Jackson Browne är Jackson Brownes första soloalbum, utgivet 2 januari 1972. Albumet är producerat av Richard Sanford Orshoff.
Albumet nådde Billboard-listans 53:e plats.

## Låtlista
Singelplacering i Billboard inom parentes
1. Jamaica Say You Will
2. A Child In These Hills
3. Song For Adam
4. Doctor My Eyes (#8)
5. From Silver Lake
6. Something Fine
7. Under The Falling Sky
8. Looking Into You
9. Rock Me On The Water (#48)
10. My Opening Farewell

Samtliga låtar är skrivna av Jackson Browne.